# Halobacteria
A Halobacteria egy Euryarchaeota törzsbe tartozó archea osztály. Sóval telített vagy majdnem telített vízben élnek.
Az osztály tagjai magas sókoncentráció mellett növekednek. A Halobacteria az archeák elkülönült evolúciós ágát alkotja, és általában extremofileknek tekintik a tagjait, bár nem minden tagját lehet annak tekinteni. Nőhetnek aerob és anaerob módon is. A membránjuk egyes részei lilás színűek. Rendelkeznek bakteriorodopszinnal, amit fény elnyelésére használnak, ez pedig energiát szolgáltat az ATP előállításához.

## Törzsfejlődés
Az extrém halofil aerob archeákat a euryarchaeota törzsbe, azon belül a Halobacteria osztályba, azon belül a Halobacteriales rendbe, azon belül a Halobacteriaceae családba sorolják, aminek 2015 májusában 48 nemzetsége és 191 faja ismert.
Domén: Archaea
Törzs: Euryarchaeota
- Osztály: Halobacteria
  - Rend: Halobacteriales
    - Család: Halobacteriaceae
      - Haladaptatus [Hap.]
        - Haladaptatus cibarius
        - Haladaptatus litoreus
        - Haladaptatus pallidirubidus
        - Haladaptatus paucihalophilus (típusfaj)

      - Halalkalicoccus [Hac.]
        - Halalkalicoccus jeotgali
        - Halalkalicoccus tibetensis (típusfaj)
        - Halalkalicoccus paucihalophilus

      - Halapricum [Hpr.]
        - Halapricum salinum (típusfaj)

      - Halarchaeum [Hla.]
        - Halarchaeum acidiphilum (típusfaj)
        - Halarchaeum nitratireducens
        - Halarchaeum rubridurum
        - Halarchaeum salinam
        - Halarchaeum solikamskense

      - Haloarchaeobius [Hab.]
        - Haloarchaeobius iranensis (típusfaj)
        - "Haloarchaeobius litoreus" (Antonie Van Leeuwenhoek, 2014, 105(6):1085-1090)

      - Haloarcula [Har.]
        - Haloarcula amylolytica
        - Haloarcula argentinensis
        - Haloarcula hispanica
        - Haloarcula japonica
        - Haloarcula marismortui
        - Haloarcula quadrata
        - Haloarcula salaria
        - Haloarcula tradensis
        - Haloarcula vallismortis (típusfaj)

      - Halobacterium [Hbt.] (típusnem)
        - Halobacterium jilantaiense
        - Halobacterium noricense
        - "Halobacterium piscisalsi" (szubjektív szinonímája a Halobacterium salinarumnak)[2]
        - "Halobacterium ruburm" (Arch Microbiol, 2014, in press)
        - Halobacterium salinarum (típusfaj)

      - Halobaculum [Hbl.]
        - Halobaculum gomorrense (típusfaj)
        - Halobaculum magnesiiphilum

      - Halobellus [Hbs.]
        - Halobellus clavatus (típusfaj)
        - Halobellus inordinatus
        - Halobellus limi
        - Halobellus litoreus
        - Halobellus salinus
        - Halobellus rarus
        - Halobellus rufus

      - Halobiforma [Hbf.]
        - Halobiforma haloterrestris (típusfaj)
        - Halobiforma lacisalsi 
        - Halobiforma nitratireducens

      - Halococcus [Hcc.]
        - Halococcus dombrowskii
        - Halococcus hamelinensis
        - Halococcus morrhuae (típusfaj)
        - Halococcus qingdaonensis
        - Halococcus saccharolyticus
        - Halococcus salifodinae
        - Halococcus sediminicola
        - Halococcus thailandensis

      - Haloferax [Hfx.]
        - Haloferax alexandrinus
        - Haloferax chudinovii
        - Haloferax denitrificans
        - Haloferax elongans
        - Haloferax gibbonsii
        - Haloferax larsenii
        - Haloferax lucentense
        - Haloferax mediterranei
        - Haloferax mucosum
        - Haloferax prahovense
        - Haloferax sulfurifontis
        - Haloferax volcanii (típusfaj)

      - Halogeometricum [Hgm.][3]
        - Halogeometricum borinquense (típusfaj)
        - Halogeometricum limi
        - Halogeometricum pallidum
        - Halogeometricum rufum

      - Halogranum [Hgn.]
        - Halogranum amylolyticum
        - Halogranum gelatinilyticum
        - Halogranum rubrum (típusfaj)
        - Halogranum salarium

      - Halohasta [Hht.]
        - Halohasta litorea (típusfaj)
        - Halohasta litchfieldiae

      - Halolamina [Hlm.]
        - Halolamina pelagica (típusfaj)
        - Halolamina rubra
        - Halolamina salifodinae
        - Halolamina salina

      - Halomarina [Hmr.]
        - Halomarina oriensis (típusfaj)

      - Halomicroarcula [Hma.]
        - Halomicroarcula limicola
        - Halomicroarcula pellucida (típusfaj)

      - Halomicrobium [Hmc.]
        - Halomicrobium katesii
        - Halomicrobium mukohataei (típusfaj)
        - Halomicrobium zhouii

      - Halonotius [Hns.]
        - Halonotius pteroides (típusfaj)

      - Halopelagius [Hpl.]
        - Halopelagius inordinatus (típusfaj)
        - Halopelagius fulvigenes
        - Halopelagius longus

      - Halopenitus [Hpt.]
        - "Halopenitus salinus"
        - Halopenitus malekzadehii
        - Halopenitus persicus (típusfaj)

      - Halopiger [Hpg.]
        - Halopiger aswanensis
        - Halopiger salifodinae
        - Halopiger xanaduensis (típusfaj)

      - Haloplanus [Hpn.]
        - Haloplanus aerogenes
        - Haloplanus litoreus
        - Haloplanus natans (típusfaj)
        - Haloplanus ruber
        - Haloplanus salinus
        - Haloplanus vescus

      - Haloquadratum [Hqr.]
        - Haloquadratum walsbyi (típusfaj)

      - Halorhabdus [Hrd.]
        - Halorhabdus tiamatea
        - Halorhabdus utahensis (típusfaj)

      - Halorientalis [Hos.]
        - Halorientalis persicus
        - Halorientalis regularis (típusfaj)

      - Halorubellus [Hrb.]
        - Halorubellus litoreus
        - Halorubellus salinus (típusfaj)

      - Halorubrum [Hrr.]
        - Halorubrum aquaticum
        - Halorubrum aidingense
        - Halorubrum alkaliphilum
        - Halorubrum arcis
        - Halorubrum californiense
        - Halorubrum chaoviator
        - Halorubrum cibi
        - Halorubrum coriense
        - Halorubrum distributum
        - Halorubrum ejinorense
        - Halorubrum ezzemoulense
        - Halorubrum halophilum
        - Halorubrum lacusprofundi
        - Halorubrum lipolyticum
        - Halorubrum litoreum
        - Halorubrum luteum
        - Halorubrum orientale
        - Halorubrum rubrum
        - Halorubrum saccharovorum (típusfaj)
        - "Halorubrum salinum" (Arch Microbiol, 2014, 196(6):395-400.)
        - Halorubrum sodomense
        - Halorubrum tebenquichense
        - Halorubrum terrestre
        - Halorubrum tibetense
        - Halorubrum trapanicum
        - Halorubrum vacuolatum
        - Halorubrum xinjiangense

      - Halorussus [Hrs.]
        - Halorussus rarus

      - Halosimplex [Hsx.]
        - Halosimplex carlsbadense (típusfaj)
        - Halosimplex pelagicum
        - Halosimplex rubrum

      - Halostagnicola [Hst.]
        - Halostagnicola alkaliphila
        - Halostagnicola bangensis
        - Halostagnicola kamekurae
        - Halostagnicola larsenii (típusfaj)

      - Haloterrigena [Htg.]
        - Haloterrigena daqingensis
        - Haloterrigena hispanica
        - Haloterrigena jeotgali
        - Haloterrigena limicola
        - Haloterrigena longa
        - Haloterrigena saccharevitans
        - Haloterrigena salina
        - Haloterrigena thermotolerans
        - Haloterrigena turkmenica (típusfaj)

      - Halovenus [Hvn.]
        - Halovenus aranensis (típusfaj)

      - Halovivax [Hvx.]
        - Halovivax asiaticus (típusfaj)
        - "Halovivax limisalsi"
        - Halovivax ruber

      - Natrialba [Nab.]
        - Natrialba aegyptia
        - Natrialba asiatica (típusfaj)
        - Natrialba chahannaoensis
        - Natrialba hulunbeirensis
        - Natrialba magadii
        - Natrialba taiwanensis

      - Natrinema [Nnm.]
        - Natrinema altunense
        - Natrinema ejinorense
        - Natrinema gari
        - Natrinema pallidum
        - Natrinema pellirubrum (típusfaj)
        - Natrinema salaciae
        - Natrinema versiforme

      - Natronoarchaeum [Nac.]
        - Natronoarchaeum mannanilyticum (típusfaj)
        - Natronoarchaeum philippinense
        - Natronoarchaeum rubrum

      - Natronobacterium [Nbt.]
        - Natronobacterium gregoryi (típusfaj)
        - Natronobacterium texcoconense

      - Natronococcus [Ncc.]
        - Natronococcus amylolyticus
        - Natronococcus jeotgali
        - Natronococcus occultus (típusfaj)
        - Natronococcus roseus

      - Natronolimnobius [Nln.]
        - Natronolimnobius baerhuensis (típusfaj)
        - Natronolimnobius innermongolicus

      - Natronomonas [Nmn.]
        - Natronomonas gomsonensis
        - Natronomonas moolapensis
        - Natronomonas pharaonis (típusfaj)

      - Natronorubrum [Nrr.]
        - Natronorubrum aibiense
        - Natronorubrum bangense (típusfaj)
        - Natronorubrum sediminis
        - Natronorubrum sulfidifaciens
        - Natronorubrum texcoconense
        - Natronorubrum tibetense

      - Salarchaeum [Sar.]
        - Salarchaeum japonicum (típusfaj)

      - Salinarchaeum [Saa.]
        - Salinarchaeum laminariae (típusfaj)

      - Salinigranum [Sgn.]
        - Salinigranum rubrum (típusfaj)

      - "Salinirubrum" ["Srr".]
        - "Salinirubrum litoreum" (típusfaj) (Antonie Van Leeuwenhoek, 105:135-141)

## Leírásuk
A növekedésükhöz sót igényelnek 2M vagy körülbelül 10%-os koncentrációban, az optimális növekedés általában sokkal magasabb koncentrációnál (tipikusan 20-25%) következik be. Azonban képesek nőni magasabb telítettségnél is, körülbelül 37%-os koncentrációnál.
Főleg hipersós tavakban élnek. A nagy sűrűségük gyakran vezet a víz rózsaszín vagy piros elszíneződéséhez (a sejtek magas szintű karotinoid pigmentekkel rendelkeznek, feltehetően az UV-sugárzás elleni védelem miatt).
Rendelkeznek bakteriorodopszinnal, amit fény elnyelésére használnak, így energiához jutva az ATP előállításához. Másik pigmentje a halorodopszin, ami kloridionokat pumpál, előállítva egy feszültséggradienst, és ezzel elősegítve a fényből való energiatermelést. A folyamat nem áll kapcsolatban az elektrontranszportot magába foglaló fotoszintézis más formáival, és a halobacteria képtelen szenet megkötni szén-dioxidból.
Gyakran tekintik pleomorfnak a tagjait, mert többféle alakot is felvehetnek, még egyetlen fajon belül is. Emiatt a mikroszkopikus eszközökkel való azonosításuk nehéz, és jelenleg helyette sokkal gyakrabban génszekvenálással azonosítják őket.
Egy rendkívül szokatlan alakú Halobacteria a Haloquadratum walsbyi. Négyzet alakú és extrém vékony, mint egy postabélyeg. Ez az alakja valószínűleg csak a víz magas ozmotikus koncentrációja mellett létezik.
A marsi légkör nyomása a víz hármaspontja alatt van, ezért édesvízi fajoknak nem lenne élőhelye a Mars felszínén, azonban felvetették, hogy a halobaktériumok talán kivételt képeznek, és még így is megélnének a bolygón.